# オガナ・ナマニ
オガナ・ナマニ（Ogonna Nneka Nnamani, 1983年7月29日 - ）は、アメリカ合衆国の元女子バレーボール選手。元アメリカ合衆国代表。

## 略歴
スタンフォード大学在学中には2450本ものアタックを決め、著名アスリートの一人として知られる。オリンピックにおいては、アテネオリンピックと北京オリンピックに二度出場し、北京では銀メダリストの栄に浴した。
スタンフォード大学在学中の4年間で、NCAA選手権大会に三度出場し、このうち2001年と2004年には同チームを優勝へと導いている。プロ選手となってからは、各国1部リーグで活躍し、2006年にプエルトリコリーグで準優勝、2007年にスイスリーグ、2010年にチェコリーグで優勝を果たしている。

## 人物
イリノイ州ブルーミントン出身。イリノイ州立大学ノーマル高校（英語版）に通い、バレーボールだけではなく、バスケットボール選手でもあった。同校は1999年と2000年にイリノイ州高校選手権で優勝を遂げている。実妹もバレーボール選手で後にスタンフォード大学で共にプレーし、現在はプロ陸上競技選手のラッセル・ウルフ・ブラウン（英語版）と結婚している。また実弟がおり二人とも陸上競技選手である。
オガナに全米50州のうち49州の有力大学からオファーが殺到した。高校の最上級学年においては、全米年間ゲータレードプレイヤーに選出されている。
"ナマニ"姓はイボ語でone who knows the land （土地をよく知る者）を意味し、ナイジェリアの由緒ある家系である。実父は後のイリノイ州立大学の元副学長であり、親族のケン・ナマニ（英語版）はナイジェリアの元上院議長である。実父はオガナの誕生前に、よりよい教育環境を求めて渡米した。
2012年8月25日、スタンフォードのメモリアル協会で元フットボール選手と結婚式をあげた。新郎はオガナと同じスタンフォード大学の経済学部卒業で、大学院工学修士課程修了、スタンフォード大ビジネススクールの博士号を持つエリートであり、現在は投資ファンド会社に勤務している。

## 選手歴

### 大学時代
2001年にスタンフォード大学（カリフォルニア州）に進学し、同年のNCAA選手権（英語版）でこれまで決勝戦では無敗を誇ったカリフォルニア州立大学ロングビーチ校（英語版）戦で19本ものアタックを決めて優勝に大きく貢献した。この活躍により、Pac-10バレーボールマガジン誌及びAVCA（全米バレーボールコーチ協会）太平洋沿岸地域の最優秀フレッシュマン（1年生）賞に選出された。
2002年にもNCAA選手権決勝に進出したが、Pac-10のライバル校であるUSCに敗れ準優勝に終わった。同年にはAVCAセカンドチームメンバーに選出されている。
2003年には、大学1シーズン新記録となる627本ものアタックを決め、ホンダスポーツ賞候補者とAVCAファーストチームメンバーに選出された。
最上級学年となった2004年に再びNCAA選手権で優勝を果たし、同大会のMost Outstanding Player（最優秀選手）賞を獲得したのみならず、AVCA全米優秀選手賞やホンダ・ブロデリック杯、ホンダ・スポーツ賞、NCAAトップ8賞を獲得した。
オガナは人間生物学の学位を取得して同大学を卒業した。

### プロ時代
2002年にアメリカ合衆国代表となっている。
2005年にプエルトリコの1部リーグ（LVFS（英語版））所属のPinkin club of Corozal（英語版）でプロ選手生活をスタートさせた。オガナのリーダーシップの下、同シーズンにチームはLVFS決勝戦に初めて駒を進め準優勝に輝いた。
イタリアセリエA1在籍後の2007年に、スイスのヴォレロ・チューリッヒと契約した。同チームにはアメリカ合衆国代表のロビン・オーモー＝サントスも在籍しており、スイスカップ決勝での優勝に貢献するとともに、ヨーロッパ選手権でも4位に食い込んだ。
2007年秋のワールドカップに出場、合衆国代表は銅メダルを獲得し、北京オリンピックへの出場権を獲得した。イタリアに戻ったオガナは、アメリカ合衆国代表のチームメイトであるリンゼイ・バーグが所属するアシステル・ノヴァーラと契約した。ノヴァーラはヨーロッパ選手権で3位となったが、プレイオフでオガナは前所属チームであるチューリッヒ戦において、アタック決定率71%という驚異的な数字を記録した。2008年1月、トリノで開催されたイタリア代表対オールスターチームの強化試合において、一般投票でオールスターチームの一員に選出されている。
2008年の北京オリンピックで合衆国代表として出場した。予選リーグ、8月17日のポーランド戦での活躍を含め17得点をマークした。合衆国チームは1984年以来となる決勝戦に臨んだが、ブラジルに1-3で敗れ、銀メダルに終わった。
2008/09シーズンはトルコリーグのガラタサライと契約し、オガナはチームの得点王となった。圧巻は第8シードで臨んだプレーオフ準々決勝において、第1シードのワクフバンク・ギュネシュ・スィゴルタを破ったことである。このシーズン、オガナは322得点をあげ、トルコリーグのベストスコアラー部門で第4位となった。
翌2009年に、チェコのVKプロスチェヨフと契約し、ナイキとのオプション契約にもサインしている。

## 所属チーム
- Pinkin de Corozal（英語版）（2006年）
- RebecchiCariparma/Piacenza（2006年）
- ヴォレロ・チューリッヒ （2007年）
- アシステル・ノヴァーラ （2007-2008年）
- ガラタサライ （2008-2009年）
- VKプロスチェヨフ（2009-2010年）

## 大学時代の受賞歴
- 全米バレーボール大学コーチ協会(AVCA) All-American 4回(2001, 2002: 2nd team; 2003, 2004: 1st team)
- First Team All-Pac-10 4回(2001-2004)
- 全米大学体育協会(NCAA) Pacific Region Team 4回(2001-2004)
- 全米大学体育協会(NCAA) final four all-tournament team 3回(2001, 2002, 2004)
- 2004年 - Honda-Broderick Cup winner
- 2004年 - ホンダスポーツ賞 バレーボール部門受賞
- 2004年 - 全米大学体育協会(NCAA) Top Eight Award
- 2004年 - 全米大学体育協会(NCAA) Women's Volleyball Championship Most Outstanding Player
- 2004年 - 全米バレーボール大学コーチ協会(AVCA) National co-Player of the Year
- 2003年 - Third-team CoSIDA Academic All-American
- 2003年 - ホンダスポーツ賞 バレーボール部門ノミネート
- 2003年 - Second-team Pac-10 All-Academic
- 2003年 - CoSIDA First-team District VIII All-Academic selection
- 2003年 - Pac-10 Player of the Week (11/10)
- 2003年 - University Park Holiday Inn Classic MVP
- 2002年 - Third-team Verizon Academic All-American honors
- 2002年 - 全米大学体育協会(NCAA) Regional All-Tournament Team
- 2001年 - 全米大学体育協会(NCAA) Regional All-Tournament Team
- 2001年 - ASICS/Volleyball Magazine National Freshman of the Year
- 2001年 - Pac-10 Freshman of the Year
- 2001年 - 全米バレーボール大学コーチ協会(AVCA) Pacific Region Freshman of the Year
- 2001年 - Pac-10 First team All-Freshman